# Aqua Tofana

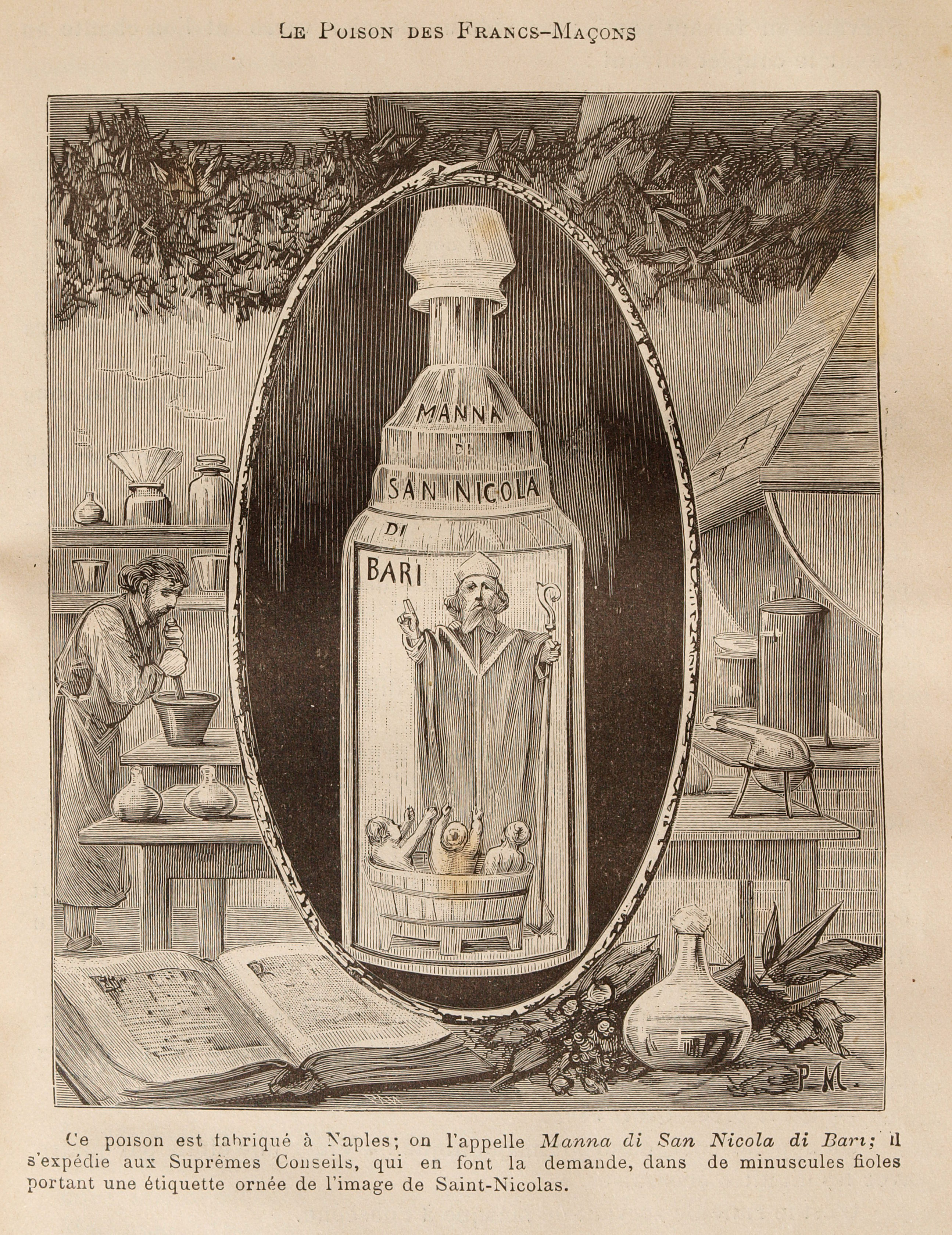
"Manna di San Nicola" (Aqua Tofana), Pierre Méjanel

Aqua Tofana är ett gift innehållande arsenik.

Aqua Tofana uppfanns i Italien under 1600-talet av giftblandaren Giulia Tofana, som bedrev giftförsäljning i Rom vid mitten av 1600-talet. Giftet såldes främst till kvinnor som ville förgifta sina äkta män.
Tofana kallade giftet "Sankt Nikolaus av Baris manna", efter en allmänt spridd uppfattning att en mirakulös olja sipprade ut från detta helgons grav.
Legenden om att Mozart ska ha blivit förgiftad av Acqua Tofana är inte korrekt.